# Stadion Vor der Au
Das Stadion Vor der Au, ursprünglich Schwan-Stadion und zwischenzeitlich aufgrund eines Namenssponsorings Bet-at-home.com-Arena, ist ein österreichisches Fußballstadion in Schwanenstadt.
Das Stadion Vor der Au wurde am 4. August 2000 als Schwan-Stadion eröffnet und im Sommer 2005 großzügig erweitert, nachdem dem SC Schwanenstadt der Aufstieg in die Erste Liga gelang. Auf der überdachten Haupttribüne finden sich seitdem die erforderten 1000 Sitzplätze, zu denen weitere 4000 unüberdachte Stehplätze kommen.
Im Rahmen der Lizenzvergabe für die Saison 2015/16 bestätigte die Bundesliga nach kleineren Adaptierungen die Bundesligatauglichkeit des Stadions. Das Stadion Vor der Au wurde geprüft, da es von Austria Salzburg als Ausweichstadion für künftige Spiele in der Ersten Liga genannt wurde.